# Vienna Open 1997 - Qualificazioni singolare
Le qualificazioni del singolare  del Vienna Open 1997 sono state un torneo di tennis preliminare per accedere alla fase finale della manifestazione. I vincitori dell'ultimo turno sono entrati di diritto nel tabellone principale. In caso di ritiro di uno o più giocatori aventi diritto a questi sono subentrati i lucky loser, ossia i giocatori che hanno perso nell'ultimo turno ma che avevano una classifica più alta rispetto agli altri partecipanti che avevano comunque perso nel turno finale.
Le qualificazioni del torneo Vienna Open 1997 prevedevano 16 partecipanti di cui 4 sono entrati nel tabellone principale.

## Teste di serie
1. David Prinosil (Qualificato)
2. Sjeng Schalken (Qualificato)
3. Daniel Vacek (primo turno)
4. Vincenzo Santopadre (primo turno)

1. Arnaud Clément (Qualificato)
2. Thomas Buchmayer (primo turno)
3. Frederik Fetterlein (ultimo turno)
4. Rainer Schüttler (ultimo turno)

## Qualificati
1. David Prinosil
2. Sjeng Schalken

1. Jan Apell
2. Arnaud Clément

## Tabellone

### Legenda
| - Q = Qualificato - WC = Wild card - LL = Lucky loser | - ALT = Alternate - SE = Special Exempt - PR = Protected Ranking | - w/o = Walkover - r = Ritirato - d = Squalificato |

### Sezione 1
|  | Primo turno | Primo turno         | Primo turno         | Primo turno | Primo turno |  |  | Ultimo turno | Ultimo turno        | Ultimo turno | Ultimo turno | Ultimo turno |  |
|  |             |                     |                     |             |             |  |  |              |                     |              |              |              |  |
|  | 1           | David Prinosil      | 2                   | 7           | 7           |  |  |              |                     |              |              |              |  |
|  |             | Sébastien Grosjean  | 6                   | 6           | 6           |  |  | 1            | David Prinosil      | 7            | 4            | 7            |  |
|  | 7           | Frederik Fetterlein | Frederik Fetterlein | 6           | 6           |  |  | 7            | Frederik Fetterlein | 5            | 6            | 6            |  |
|  |             | Omar Camporese      | Omar Camporese      | 2           | 2           |  |  |              |                     |              |              |              |  |

### Sezione 2
|  | Primo turno | Primo turno      | Primo turno      | Primo turno | Primo turno |  |  | Ultimo turno | Ultimo turno     | Ultimo turno | Ultimo turno | Ultimo turno |  |
|  |             |                  |                  |             |             |  |  |              |                  |              |              |              |  |
|  | 2           | Sjeng Schalken   | 6                | 6           | 6           |  |  |              |                  |              |              |              |  |
|  |             | Gerald Mandl     | 3                | 7           | 3           |  |  | 2            | Sjeng Schalken   | 1            | 6            | 6            |  |
|  | 8           | Rainer Schüttler | Rainer Schüttler | 6           | 6           |  |  | 8            | Rainer Schüttler | 6            | 1            | 4            |  |
|  |             | Donald Johnson   | Donald Johnson   | 2           | 0           |  |  |              |                  |              |              |              |  |

### Sezione 3
|  | Primo turno | Primo turno      | Primo turno      | Primo turno | Primo turno |  |  | Ultimo turno     | Ultimo turno     | Ultimo turno | Ultimo turno | Ultimo turno |  |
|  |             |                  |                  |             |             |  |  |                  |                  |              |              |              |  |
|  |             | Jan Apell        | Jan Apell        | 6           | 6           |  |  |                  |                  |              |              |              |  |
|  | 3           | Daniel Vacek     | Daniel Vacek     | 2           | 0           |  |  | Jan Apell        | Jan Apell        | 6            | 5            | 7            |  |
|  |             | Thomas Buchmayer | Thomas Buchmayer | 6           | 2           |  |  | Thomas Buchmayer | Thomas Buchmayer | 2            | 7            | 6            |  |
|  | 6           | Alexander Volkov | Alexander Volkov | 4           | 1r          |  |  |                  |                  |              |              |              |  |

### Sezione 4
|  | Primo turno | Primo turno         | Primo turno         | Primo turno | Primo turno |  |  | Ultimo turno | Ultimo turno   | Ultimo turno   | Ultimo turno | Ultimo turno |  |
|  |             |                     |                     |             |             |  |  |              |                |                |              |              |  |
|  |             | Georg Blumauer      | Georg Blumauer      | 7           | 7           |  |  |              |                |                |              |              |  |
|  | 4           | Vincenzo Santopadre | Vincenzo Santopadre | 6           | 6           |  |  |              | Georg Blumauer | Georg Blumauer | 5            | 4            |  |
|  | 5           | Arnaud Clément      | Arnaud Clément      | 7           | 6           |  |  | 5            | Arnaud Clément | Arnaud Clément | 7            | 6            |  |
|  |             | Thomas Strengberger | Thomas Strengberger | 5           | 3           |  |  |              |                |                |              |              |  |